# Aaltra
Aaltra ist eine belgisch-französische Filmkomödie von Gustave Kervern und Benoît Delépine aus dem Jahr 2004.

## Handlung
In einem kleinen Dorf nahe Paris bekriegen sich Monsieur Vives und ein ziemlich fauler Landarbeiter fast täglich. Ist Monsieur Vives mit dem Auto unterwegs, behindert der vorausfahrende Landarbeiter mit seinem Traktor fast immer seine Fahrt. Andererseits fährt Vives mit seinem Motorrad rücksichtslos über das Grundstück des Landarbeiters. Als Vives eines Tages seinen Job verliert und zusätzlich seine Frau in flagranti mit einem Liebhaber erwischt, rastet er aus. Er fährt zum Landarbeiter aufs Feld und greift ihn an. Während des Gerangels begräbt der Anhänger beide unter sich, sodass beide querschnittsgelähmt sind.
Nach gescheiterten Selbstmordversuchen machen sich beide auf den Weg nach Finnland zum Anhängerhersteller Aaltra, um Schadensersatz zu fordern. Eine Odyssee durch halb Europa beginnt. Im Zug reisen sie Richtung Belgien, allerdings werden sie bei ihrem Zwischenstopp komplett ausgeraubt. Somit bleibt ihnen nur die Möglichkeit zu trampen. Durch mehrere freche Ideen finden sie immer jemanden, der sie ein Stück näher ans Ziel bringt. Auch eine kurzzeitige Trennung kann sie nicht aufhalten. Jedoch verhalten sich beide oft sehr unverschämt und missbrauchen die Hilfsbereitschaft der Menschen, was kein gutes Licht auf ihre behinderten Mitmenschen wirft.
Vives und der Landarbeiter setzen mit der Fähre nach Finnland über, wo sie die Traktorfirma Valtra aufsuchen, sechs Millionen Euro Schadensersatz pro Kopf fordern und sich äußerst ungehobelt aufführen. Mitarbeiter machen ihnen verständlich, dass sie sich in der falschen Firma befinden. Aaltra ist einige Kilometer entfernt. Als sie dort eintreffen, entdecken sie lediglich eine Garage, in der ausschließlich Rollstuhlfahrer arbeiten. Nachdem der Chef beide sieht, macht er mit Blick auf ihre Rollstühle lediglich die süffisante Bemerkung, dass Vives und der Landarbeiter sein Material wohl gut kennen.

## Kritik
„Pechschwarze Komödie voller absurder Bildwitze und einer abgründigen Situationskomik, die ihre wortkarge Geschichte in grobkörnigem Schwarz-Weiß erzählt und sich damit der Stummfilm-Ästhetik annähert. Der Film nutzt seine Chance, um die verkrampfte Haltung gegenüber Behinderten und das kurzatmige Mitgefühl der Normalos" aufs Korn zu nehmen.“

„Sich über Behinderte und ihre Schwierigkeiten im Alltag zu amüsieren, ist gemein, bösartig und verachtenswert. Der einzige Anlass, bei dem ungestraft gelacht werden darf: Aaltra. Das Rollstuhlfahrer-Road-Movie lädt dazu ein, sich über das Handicap zweier verfeindeter Nachbarn zu belustigen, die aufgrund ihrer verschrobenen Art alles andere als das Mitleid des Zuschauers erregen. Mit durchdacht eingesetzter Situationskomik, dem Charme einer europäischen Low-Budget-Produktion und hinreißend minimalistischen Bildern überzeugt der Film und markiert gleichzeitig das fulminante Debüt eines neuen Filmverleihs.“